# Стеблівське лісництво
Сте́блівське лісництво — структурний підрозділ Лисянського лісового господарства Черкаського обласного управління лісового та мисливського господарства.
Офіс знаходиться в селищі міського типу Стеблів Корсунь-Шевченківського району Черкаської області.

## Лісовий фонд
Лісництво охоплює ліси західної частини Корсунь-Шевченківського району. Загальна площа лісництва — 4069,9 га.
Сюди входить:
- урочище Куришків Яр, урочище Глибокий, урочище Довжик, Ярмарковий ліс.

## Об'єкти природно-заповідного фонду
У віданні лісництва перебувають:
- Пісківський ботанічний заказник